# Muskelhinde
Muskelhinde eller fascie er et bånd eller kappe af bindevæv, primært kollagen, under huden, der forbinder, stabiliserer, indkapsler og separerer muskler og andre indre organer. Muskelhinder er klassificeret efter lag, som overfladisk fascie, dyb fascie, og visceral eller parietal fascie, eller efter dets funktion og anatomiske lokation.